# 水尾 (彰化縣溪州鄉)
水尾，是臺灣彰化縣溪州鄉的一個地名，位於該鄉西南部。相較於今日行政區，其範圍大致包括水尾村、菜公村西端。

## 歷史
台灣清治末期至日治初期，水尾地區為一街庄，稱為「水尾庄」，隸屬於東螺西堡。該庄北與路口厝庄為鄰，東北與三條圳庄為鄰，東南與潮洋厝庄為鄰，南邊隔濁水溪與西螺街、埔心庄為界，西邊為田頭庄。。
1901年（日治明治三十四年）11月，全台廢縣廳改設二十廳，該庄隸屬於彰化廳。1903年（明治三十六年）6月，該庄編入「舊眉區」，隸屬於彰化廳。1909年（明治四十二年）10月，合併二十廳為十二廳，舊眉區改隸屬於臺中廳。1920年（大正九年），廢廳、支廳、區、街庄（舊制）改設州、郡、街庄（新制）、大字，該庄改制為「水尾」大字，隸屬於臺中州北斗郡溪州庄。
戰後溪州庄改制為溪州鄉，隸屬於臺中縣，大字亦改制為村。1950年10月，中、彰、投分治，溪州鄉改隸屬彰化縣。

## 聚落
本地區發展較早的聚落為水尾，在日治期初期的官方地圖上已有記載。

## 交通
國道1號又稱「中山高速公路」，是貫穿台灣西部的兩條縱向高速公路之一，大致以縱向經過水尾地區東部邊界外不遠處。北側最近的交流道是與省道台1線、縣道152號、鄉道彰183線、縣道150號以引道連通的北斗交流道，南側最近的是位於濁水溪南岸省道台1線交會處的西螺交流道，由此等可快速前往國道1號沿線各地。
省道台1線（中山路一段、溪州大橋）又稱「縱貫公路」，是台北至屏東楓港的傳統平面幹道，大致先以東北微北—西南微南走向經過本地區北部東側水尾聚落的西北側，再以北北西—南南東走向經過中部偏東地帶。由該道路向東北微北可前往溪州市區、北斗、田尾、永靖等地，向南南東可前往西螺、莿桐、虎尾東北部、斗南等地。
縣道145號（彰水路一段、西螺大橋）是埤頭至六腳鄉港尾寮的道路，大致以北北西—南南東走向轉北北東—南南西走向經過本地區中部偏西地帶。由該道路向北北西轉北可前往埤頭並止於縣道150號路口，向南南西可前往西螺、虎尾、土庫、元長等地。
鄉道彰106線（水尾堤防道路）是水尾至竹圍子的道路，其西側端點位於本地區中部偏東北的省道台1線路口。由此向東微北轉東南東再轉東北東蜿蜒而行，出境後可前往三條圳、潮洋厝並止於鄉道彰105線路口。

## 廟宇
- 水尾震威宮（鍾馗廟）